# Championnat de France masculin de handball 2001-2002
Navigation
Division 1 2000-2001 Division 1 2002-2003
Le championnat de France masculin de handball 2001-2002 est la cinquante édition de cette compétition.
À noter qu'exceptionnellement, cette saison se joue à 15 clubs à la suite de la réintégration de Livry-Gargan qui avait relégué pour raisons financières à l'issue de la saison 1999-2000.
Le Montpellier Handball remporte son cinquième titre de champion de France en devance le Stade olympique de Chambéry, tenant du titre.
Le Livry-Gargan handball et les Girondins de Bordeaux sont quant à eux relégués en Division 2. Enfin, le SLUC Nancy est relégué en Nationale 1 pour des raisons financières,

## Participants
| Club                        | Classement 2000-2001                    |
| --------------------------- | --------------------------------------- |
| Stade olympique de Chambéry | 1er                                     |
| Montpellier Handball        | 2e                                      |
| US Créteil                  | 3e                                      |
| PSG-Asnières                | 4e                                      |
| US Ivry                     | 5e                                      |
| US Dunkerque                | 6e                                      |
| Spacer's de Toulouse        | 7e                                      |
| AC Boulogne-Billancourt HB  | 8e                                      |
| Istres Sports               | 9e                                      |
| Girondins de Bordeaux HBC   | 10e                                     |
| SC Sélestat                 | 11e                                     |
| Angers Noyant Handball      | 12e                                     |
| USAM Nîmes                  | 1er de Division 2                       |
| SLUC Nancy                  | 2e de Division 2                        |
| Livry-Gargan HB             | réintégré en D1 sur décision judiciaire |

### Transferts et effectifs
Parmi l’ensemble des transferts, on peut noter les changements suivants :
| Joueur              | Club de départ               | Club d'arrivée        |
| ------------------- | ---------------------------- | --------------------- |
| Michaël Guigou      | centre formation             | Montpellier Handball  |
| Eric Gull           | CB Ademar León               | SC Sélestat           |
| Christophe Kempé    | CD Bidasoa Irun              | Spacer's de Toulouse  |
| Bastien Lamon       | Villeneuve-d'Ascq            | US Dunkerque          |
| Bernard Latchimy    | PSG-Asnières                 | SG Hameln             |
| Claude Onesta       | Spacer's de Toulouse (Entr.) | France (Entr.)        |
| Damien Scaccianocce | centre formation             | Montpellier Handball  |
| Sobhi Sioud         | BM Ciudad Real               | Montpellier Handball  |
| Nebojša Stojinović  | RK Lovćen Cetinje            | Istres Sports         |
| Yerime Sylla        | US Dunkerque                 | UMS Pontault-Combault |
| Igor Tchoumak       | Eintracht Hildesheim         | SC Sélestat           |
| Marc Wiltberger     | SC Sélestat                  | SO Chambéry           |

Pour les effectifs, voir : « Le championnat de France 2001-2002 reprend ses droits », Hand'mag, Fédération française de handball, nos 57/58,‎ octobre 2001, p. 36 à 45 (lire en ligne, consulté le 16 février 2018)

## Compétition

### Classement final
À l'issue de la saison, le classement final est le suivant, :